# Текес (река)
Текес (кит. 特克斯河 — Тэкэсыхэ) — река в Казахстане (верховья) и Синьцзян-Уйгурском автономном районе (КНР) (низовья).
Одна из двух рек (наряду с Кунгесом), образующих реку Или. Длина 438 км, из которых около 100 км приходится на территорию Республики Казахстан, в том числе 40 внутри территории Казахстана и около 60 по границе Казахстана и КНР. Площадь водосбора достигает 29,6 тыс. км².
Берёт начало на северном макросклоне хребта Терскей Алатау (Терскей-Ала-Тоо), далее течёт на восток, уходя на территорию КНР, где принимает многочисленные и довольно полноводные притоки. В реку впадают 10 притоков на территории Казахстана. Самые крупные из них — Орто-Кокпак, Улькен-Кокпак и Баянкол. На склоне Терскей Алатау располагаются два одноимённых истока — Левый и Правый Текес. Река протекает преимущественно в широкой межгорной долине, которая отделяет Восточный Тянь-Шань от хребта Кетмень. Питание ледниковое, половодье в мае-августе, с декабря по март замерзает. При слиянии с Кунгесом образует обширную внутреннюю дельту с рукавами, болотами и солончаками. Средний расход воды близ устья 270 м³/с, обеспечивает больше половины (56-58 %) общего стока р. Или. Активно используется для орошения и прочих хозяйственных нужд. В Казахстане на реке расположены нас. пункты Нарынкол; на удалении — Сумбе; в СУАР — множество других (Текес, Карабура и др.). На реке, ниже села Текес, имеется искусственное водохранилище, гидроузел и ГЭС.

## Топографические карты
- Лист карты K-44-41 Нарынкол. Масштаб: 1 : 100 000. Издание 1974 г.
- Лист карты K-44-40 Сарыжаз. Масштаб: 1 : 100 000. Состояние местности на 1986 год. Издание 1991 г.
- Лист карты K-44-39 Каркара. Масштаб: 1 : 100 000. Состояние местности на 1987 год. Издание 1991 г.
- Лист карты K-44-51 Джергалан. Масштаб: 1 : 100 000. Состояние местности на 1986 год. Издание 1991 г.